# غوريلا شرقية
الغوريلا الشرقية (باللاتينية: Gorilla beringei) هي نوع من الغوريلات يمثل مع الغوريلا الغربية نوعي الغوريلات الوحيدَيْن في العالم. تنقسم الغوريلا الشرقية إلى سلالتين فرعيَّتين، هما الغوريلا الجبلية وغوريلا السهول الشرقية، وثانيهما هي الأكثر تعداداً، إذ يوجد منها نحو 5,000 غوريلا، بينما لا يوجد إلا حوالي 700 من الأولى. كما ثمَّة نقاشات بين العلماء تدرس فصل جماعةٍ من الغوريلا الجبلية في حديقة بيويندي الوطنية إلى سلالةٍ جديدة، لتصبح للغوريلا الشرقية ثلاث سلالات.

## الوصف
تعد الغوريلا الشرقية قردة عليا كبيرة الحجم، تمتاز برؤوسها الكبيرة وصدورها العريضة وأذرعها الطويلة. أنوفها مسطحة وكبيرة الحجم. ووجوهها وأقدامها وصدورها كلها عديمة الشعر، أما في باقي أجسادها فإنَّ لون فروها السائد هو الأسود، إلا أنَّ الذكور تمتاز بأنَّ ظهورها فضية اللون، ومع تقدم الغوريلا في السن فإنَّ كامل فروها يأخذ بالتحول للون الرمادي (مثل ابيضاض شعر البشر تماماً). تمتاز غوريلا السهول الشرقية بأن فروها أكثر سواداً وسمكاً من غوريلا الجبال.
إن ذكور الغوريلا الشرقية أكبر بكثير من إناثها، فعادةً ما يزن الذكر البالغ نحو 140 إلى 205 كلغم، ويبلغ ارتفاعه عند الكتف 1.7م، أما الإناث فتزن 90 إلى 100 كلغم ويبلغ ارتفاعها نحو 1.5م. يبلغ الرقم القياسي المسجَّل لغوريلا شرقي بالارتفاع 1.94م، وهو يعود لغوريلا اصطيدت بشرق الكونغو في شهر مايو عام 1938. أما الرقم القياسي بالوزن فهو 266 كلغم، وسجل لغوريلا اصطيدت في الكاميرون.

## الأخطار والحماية
تعد الغوريلا الشرقية أكثر ندرةً وأقل عدداً من نظيرتها الغربية، إلا أنَّها مع ذلك مهددة بالانقراض بدرجةٍ أقل. أدى تطور الزراعة وتسارع إزالة الغابات في المنطقة إلى تدمير بيئة الغوريلا الشرقية إلى حدٍّ بعيد، كما أن الكثير منها اصطيدت سعياً وراء لحومها، ممَّا يجعلها مهددة للانقراض بشدة حسب تصنيف الاتحاد العالمي للحفاظ على الطبيعة. تستعمل رحلات البحث عن الغوريلا الجبلية في بعض المناطق كوسيلةٍ لجذب لسياح الأجانب، ورغم أن هذا له بعض الفوائد كالتوعية البيئية إلا أنَّ له مساوئه أيضاً من حيث التدخل في حياة الغوريلا الطبيعية.
على عكس غوريلا السهول الغربية، فإنَّه من النادر أن توضع الغوريلا الشرقية في حدائق الحيوانات. في واقع الأمر، هناك حديقة حيوان واحدة خارج أفريقيا تعرض فرداً من غوريلا السهول الشرقية، هي حديقة حيوان أنتيرب في بلجيكا (إذ توجد فيها أنثيان كبيرتان بالسن)، عدا عن ذلك، فإنَّه لا وجود لغوريلات شرقية بالأسر خارج نطاق أفريقيا.